# فلوریس (ویرجینیا)
فلوریس (به انگلیسی: Floris) یک منطقهٔ مسکونی در ایالات متحده آمریکا است که در ویرجینیا واقع شده‌است. فلوریس ۷٫۲۰ کیلومتر مربع مساحت و ۸٬۳۷۵ نفر جمعیت دارد و ۱۰۹٫۷۳ متر بالاتر از سطح دریا واقع شده‌است.